# بادخورک خانگی
بادخورک خانگی (نام علمی: Apus nipalensis) نام یک گونه از سرده بادخورک‌ها است.

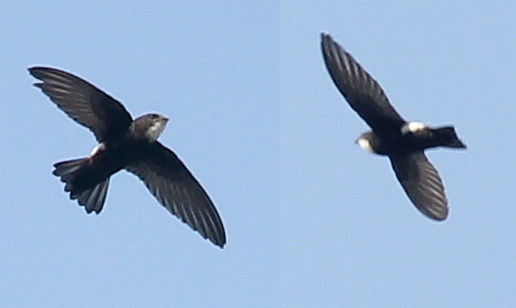
بادخورک خانگی